# Aphrodite: Les Folies Tour
Aphrodite: Les Folies Tour (também conhecida como Aphrodite Live 2011) foi a décima primeira turnê da cantora australiana Kylie Minogue, em apoio de seu décimo primeiro álbum de estúdio, Aphrodite (2010). A turnê visitou a Europa, Ásia, América do Norte, Austrália e a África do Sul. Ela iniciou em 19 de fevereiro de 2011 em Herning, Dinamarca, na Jyske Bank Boxen e terminou em 14 de julho de 2011 na Cidade do Cabo, África do Sul, na Grand Arena. A excursão foi anunciada em 6 de setembro de 2010, com o objetivo de levar os espectadores até uma "viagem eufórica de alegria, emoção e glamour".
O concerto foi dividido em oito segmentos: The Birth of Aphrodite, Pegasus, Gladiator, Celestial Love, Holograph, Angel, Fanfare e um bis. A turnê prestava uma homenagem à mitologia e a cultura grega, com seu nome tendo inspiração no filme da MGM, Ziegfeld Follies. Seu palco foi considerado um dos mais extravagantes construídos para qualquer turnê na história, contendo uma passarela em forma de coração e 30 bicos de fonte de água que a disparavam a 30 metros no ar e vários efeitos em cascata. Toda a produção foi estimada em mais de US$ 25 milhões. Os figurinos para o show foram desenhados pela grife italiana Dolce & Gabbana, sendo a terceira vez em que trabalhavam juntos para uma turnê da cantora.
A turnê foi bem avaliada pelos críticos, que elogiaram sua produção, o desempenho de Minogue, bem como seus vocais. Comercialmente ela também foi bem sucedida, com concertos extras sendo adicionados devido à demanda e gerando uma receita de US$60 milhões de dólares ao total. Os shows na The O2 Arena, em Londres, Reino Unido, foram gravados em terceira dimensão para transmissão na televisão e lançamento comercial posterior. Logo depois, o concerto foi exibido em vários cinemas ao redor do mundo, e um álbum de vídeo foi lançado em várias edições, todas contendo um documentário intitulado Just Add Water. O lançamento recebeu avaliações positivas dos críticos de música.

## Antecedentes

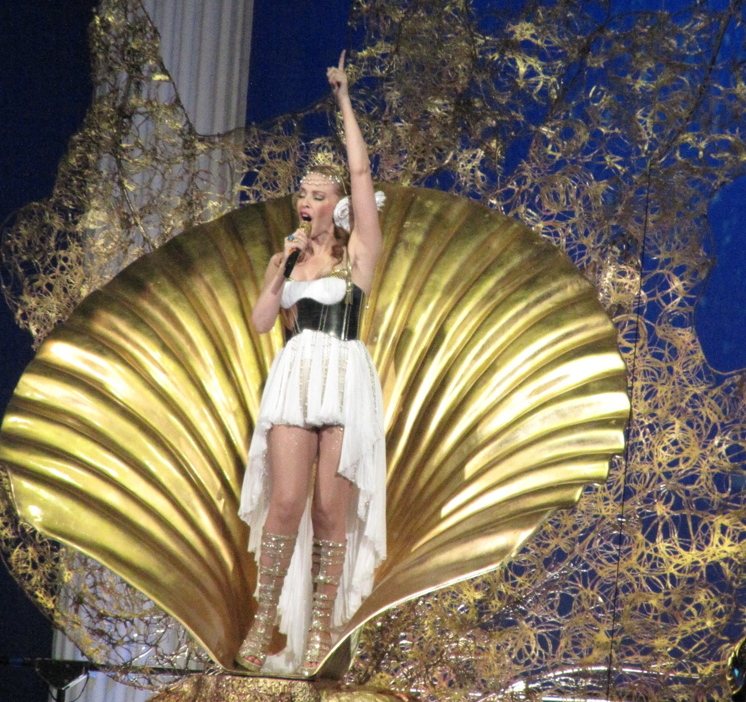
Minogue emergindo como "Aphrodite" no início do concerto

Durante uma entrevista em junho de 2010, Minogue foi perguntada se ela iria fazer uma turnê para promover seu então mais recente álbum Aphrodite. Ela respondeu: "Sim, eu tenho conceitos de show em mente, mas não posso dizer ainda, porque ele realmente está em sua infância [...] Mas vamos lá, com o nome de Aphrodite como a plataforma de lançamento, vamos ter muito para brincar! [...] Eu gostaria que a turnê fosse como, você estivesse dentro do mar... e há os juncos e os mergulhos, e você está apenas sentindo o amor. A vibe que eu lancei com 'All The Lovers', e que eu estou recebendo de volta, é 'sinta o amor, compartilhe o amor'. É assim que eu quero que o show seja". Durante a Parada LGBT de Hamburgo, na Alemanha, um anúncio foi exibido revelando as datas da turnê de Minogue em Hamburgo, Mannheim, Berlim, Munique e Oberhausen. Durante uma aparição promocional na Alemanha para promover seu álbum, a cantora expressou que seria uma turnê mundial afirmando que ela gostaria de voltar a percorrer as Américas e, possivelmente, fazer um show em Ibiza. A turnê foi anunciada oficialmente através do website da cantora, em 6 de setembro de 2010. A título de introdução, Minogue disse:

"A recepção a Aphrodite tem sido absolutamente incrível e tem inspirado a mim e a minha equipe de criação a desenvolver um novo show que vai levar todos nós a uma viagem eufórica de alegria, emoção e glamour. Mal posso esperar para pegar a estrada e ver todos os meus fãs em 2011".

Além disso, foi anunciado que o jogo da Harmonix, Dance Central, seria o patrocinador oficial da parte europeia da excursão. De acordo com o comunicado de imprensa, cabines seriam montadas nas áreas do lobby das arenas, dando aos espectadores a oportunidade de jogar o jogo com os sucessos de Minogue.

## Desenvolvimento

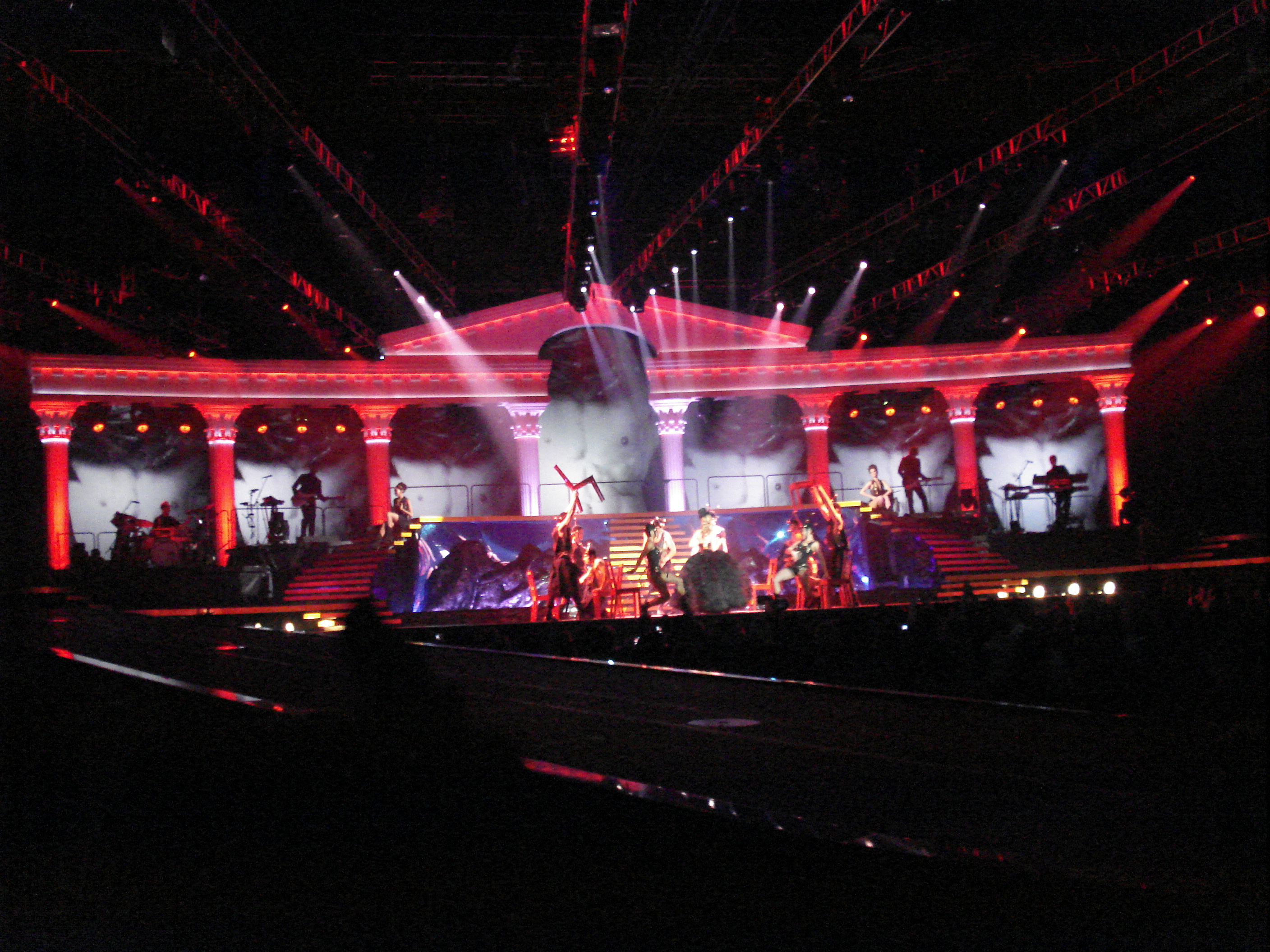
Imagem do palco da turnê, inspirado na mitologia e cultura grega

No início de 2011, Minogue afirmou que a excursão seria a sua maior até o momento. O palco é considerado um dos mais extravagantes construídos para qualquer turnê na história. O palco consistia em uma passarela em forma de coração, para a qual foram precisos 10 dos 20 caminhões necessários para transportá-la, além de um total de 30 bicos de fonte criados pela Fountain People, que disparavam colunas de água a 30 metros no ar e vários efeitos em cascata. Um total de 40.000 litros de água foi usado, a qual era aquecida antes do show. O palco também continha mais de 1 milhão de peças móveis, incluindo 7 elevadores, persianas e 300 pontos móveis, enquanto os 120 membros do elenco consistiam em 5 membros da banda, 10 dançarinos, 8 dançarinos "voadores", 2 cantores de coral e a equipe que fornecia o resto. O palco foi projetado pelo RoadRage Group, enquanto foi construído pela Tait, a maior construtora de palcos do mundo. Toda a produção foi avaliada em mais de US$ 25 milhões.
O show era uma homenagem à mitologia e a cultura grega, com um número aéreo inspirado no musical Spider-Man: Turn Off the Dark. A artista afirmou que a principal inspiração para o nome da turnê foi o filme da MGM, Ziegfeld Follies. Ela ainda comentou, "Ziegfeld Folies - Eu fui louca por esse filme e esse período na dança, música e cinema. Meu show tem um pouco disso, então se tornou 'Aphrodite Les Folies'". A grife italiana Dolce & Gabbana foi a responsável por desenhar os figurinos, sendo a terceira vez em que trabalhavam juntos para uma turnê da cantora; eles afirmaram, "Kylie tem sido sempre a nossa Piccola Principessa [Pequena Princesa], não apenas por causa do nosso trabalho em conjunto, mas mais por causa da nossa amizade! Trabalhar com Kylie sempre foi espontâneo e fácil. Nós recebemos o direito livre [sic] para criar porque ela confia que nós sabemos exatamente o que ela gosta. Esta será a nossa terceira turnê com Kylie e desta vez temos revisitado peças icônicas Dolce & Gabbana, adaptando-os para diferentes temas da turnê. Este show definitivamente é imperdível!".

## Sinopse do concerto

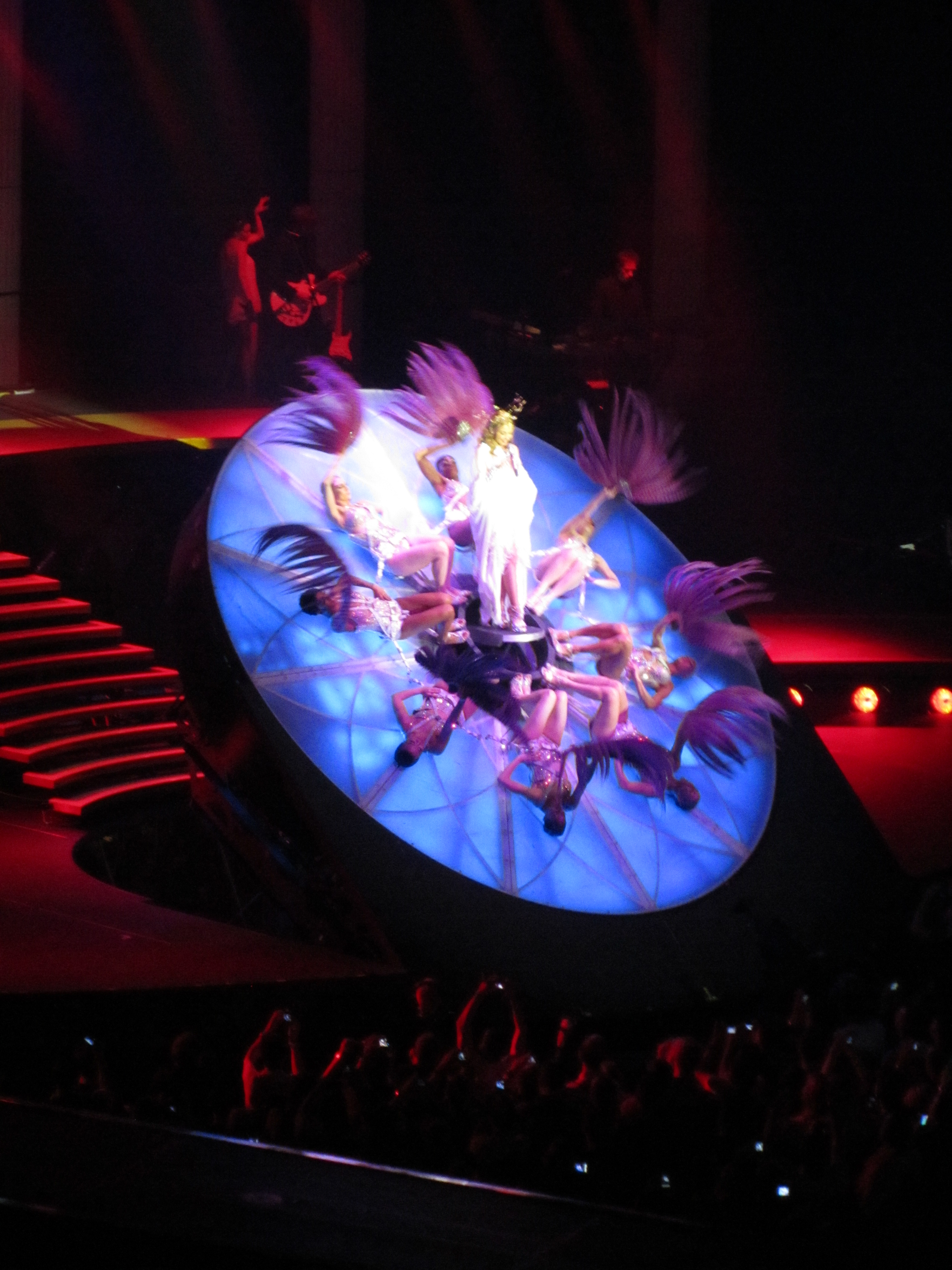
Minogue e suas dançarinas apresentando "Slow" numa plataforma giratória inclinável

O concerto foi dividido em oito segmentos: The Birth of Aphrodite, Pegasus, Gladiator, Celestial Love, Holograph, Angel, Fanfare e o bis. Ele começava com uma abertura chamada "The Birth of Aphrodite", que incorporava elementos de "The Carnival of the Animals", antes de Minogue emergir do cenário em cima de uma concha de ouro para cantar "Aphrodite". Esta era seguida por "The One", com harpas subindo ao palco e os dançarinos tratando Minogue como se ela fosse uma deusa. A seção terminava com "Wow", com dançarinos vestidos de centuriões romanos segurando escudos. A segunda seção começava com um interlúdio instrumental antes de Minogue subir do palco, montando um Pegasus dourado, para cantar "Illusion"; a música apresentava um break após a ponte onde Minogue e os dançarinos realizavam uma rotina de dança. Depois disso, "I Believe in You" era realizada, onde ela era puxada por quatro dançarinos em uma carruagem de ouro.
O terceiro ato começava com um interlúdio onde os dançarinos usavam chapéus e cuecas pretas de matador, com a cantora aparecendo vestindo uma crinolina preta e uma cartola para cantar "Cupid Boy"; esta era seguida por "Spinning Around", enquanto grandes círculos giratórios apareciam nas telas, e "Get Outta My Way", que era apresentada por um grupo de dançarinos balançando cadeiras no ar. Minogue era então deixada sozinha para executar "What Do I Have to Do". A quarta seção iniciava com uma versão estendida de "Everything Is Beautiful", com as dançarinas emergindo em roupas brancas chamativas, antes de Minogue surgir na frente de um busto branco de si mesma. Isto era seguido por uma versão jazz de "Slow", com um palco giratório inclinado, com dançarinos usando penas de pavão. O quinto ato começava com um interlúdio instrumental que apresenta trechos do remix de "Confide in Me" do Big Brothers; aqui apenas os dançarinos apareciam, precedendo um novo remix eletrônico de "Confide in Me", onde Minogue surgia em um vestido holográfico. Isto foi seguido por uma performance rock de "Can't Get You Out of My Head". "In My Arms" fechava esta seção.
A sexta seção iniciava-se com uma versão estendida de "Looking for an Angel", com o palco coberto de fumaça enquanto os dançarinos emergiam lentamente, antes de Minogue sair do palco; em um ponto da música um dançarino vestido de anjo saía do palco, enquanto os dançarinos o cercavam e Minogue subia nele. Isso progredia direto para "Closer", onde Minogue e o "anjo" voavam para o palco B, seguido por um cover de "There Must Be an Angel (Playing with My Heart)". Depois disso, Minogue conversava com o público e apresentava a banda antes de apresentar um mash-up de "Can't Beat the Feeling" e "Love at First Sight", que era seguido por uma apresentação de "If You Don't Love Me". O sétimo segmento começava com uma introdução que mostrava os dançarinos emplumados, levando a uma nova versão de "Better the Devil You Know", com Minogue vestindo shorts jeans e uma jaqueta laranja. "Better than Today" foi apresentada a seguir, fechando o corpo principal do show com "Put Your Hands Up (If You Feel Love)". O bis começava com uma introdução instrumental chamada "Million Dollar Mermaid", que apresentava projeções de nadadores. Isso levava a um novo remix de "On a Night Like This", que apresentava jatos de água. "All the Lovers" termina o concerto; a performance usava a plataforma e mais jatos de água.

## Análise da crítica

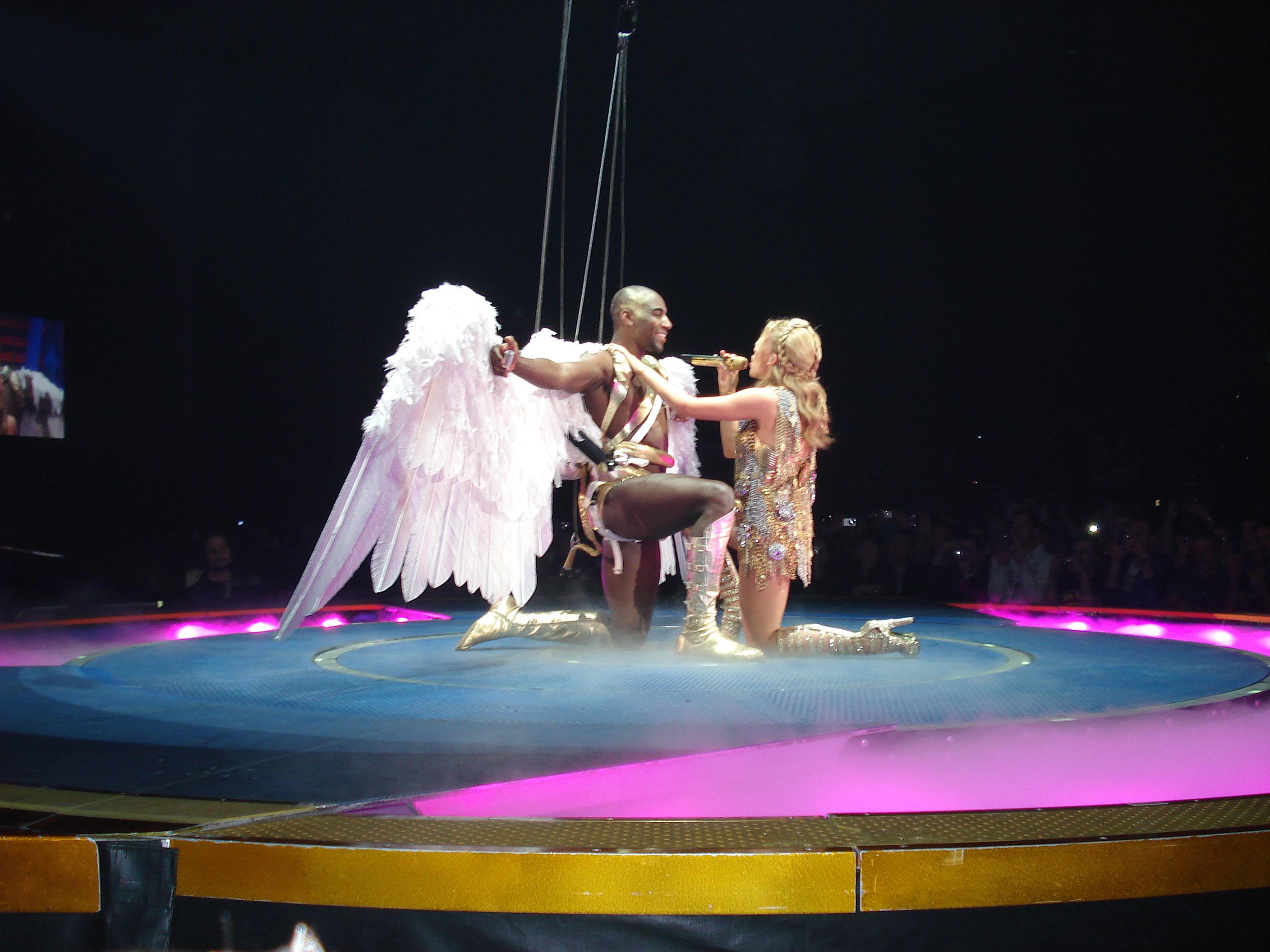
Minogue e seu dançarino vestido de anjo durante o cover de "There Must Be an Angel (Playing with My Heart)"

Ed Power, do The Daily Telegraph, deu ao concerto uma classificação de quatro estrelas, afirmando que "por meio de uma série impressionante de conjunto de peças, Kylie provou ser uma conjuradora inigualável de espetáculo pop e demonstrou que, quando se trata da marca mais clássica de arena kitsch, ela, não Lady Gaga, continua sendo a autoridade suprema". Elisa Bray, do The Independent, também deu à turnê quatro estrelas e disse que "a autenticidade e a personalidade pé-no-chão de Minogue sempre fizeram dela a diva pop mais agradável. Desde seus primeiros dias de fama como Charlene na novela australiana Neighbours, embora permaneça feminina, Kylie fez a transição bem-sucedida para show-woman". Ian Gittins, do The Guardian, comentou que "não há como negar a escala da produção. [...] é evidente que o eufemismo não está no cardápio desta noite". Ele elogiou seus vocais ao vivo, descrevendo a voz de Minogue como "estranhamente cativante" e concluiu dizendo que "é lamentável que a América dominante nunca tenha levado Minogue ao seu coração. Com essa evidência extravagante, ninguém está mais preparada para uma residência em Las Vegas". Kitty Empire do jornal The Observer escreveu que "se esta é sua última turnê, ela não está dizendo. Mas o generoso show de Aphrodite: Les Folies de Kylie Minogue certamente parece os últimos dias de um império decadente, da melhor maneira possível".
James Reed, do The Boston Globe, fez uma crítica favorável ao concerto, dizendo que "ela estava em forma real, tanto como artista quanto como cantora". Jason Lipshutz, da revista Billboard, deu ao show uma avaliação positiva, dizendo que "Minogue ainda é uma força musical subestimada, e que não deve ser desperdiçada em uma turnê muito rara nos Estados Unidos". Maura Johnston do The Village Voice disse que "no centro de tudo estava Kylie, que por vezes fica envergonhada e brincalhona e absolutamente no comando, trocando de roupa tão rapidamente quanto algumas pessoas mudam de ideia, flertando com o público através das apresentações [...] ela pode ser uma popstar cult nos Estados Unidos, mas irradiava em potência máxima durante a noite". Liz Ohanesian, jornalista do LA Weekly, comentou que "não houve um momento único que teria se destacado durante o show para todos lá. Em vez disso, havia um sentimento geral de que todas as músicas que ela tocava e todas as trocas de roupas que ela fazia (foram muitas, perdemos a conta) significavam algo para alguém". Bernard Perusse da Montreal Gazette disse que este "foi o mais extravagante dos espetáculos", mas notou que "os dançarinos, homens e mulheres, fortemente ensaiados, geralmente com pouca roupa, com suas rotinas praticamente ininterruptas e sequências de holofotes prolongadas, tornaram-se o foco e ofuscaram Minogue em seu próprio show. Mas a personalidade amigável e às vezes atrevida da cantora conseguiu, pelo menos, mantê-la no jogo".
Emma Skyes da Australian Broadcasting Corporation escreveu que "com homens lustrosos o suficiente, roupas intricadas e acrobacias aquáticas para rivalizar com qualquer celebração do Mardi Gras em todo o mundo, até mesmo o público mais tímido diria que escapou facilmente para os teatros de vaudeville da última criação de Kylie, a Aphrodite Les Foiles Tour". Simon Collins do The West Australian deu uma crítica positiva, dizendo: "Enquanto estava muito, muito frio lá fora, do lado de dentro Kylie aumentava a temperatura com seu show mais quente de todos os tempos. Zona de respingo ou não, não havia um assento seco na casa". Gianni Borrelli do website Glam Adelaide viu o concerto como "um banquete para os sentidos; um espetáculo luxuoso e exagerado que grita por uma residência em Las Vegas. As apresentações eram camp, os dançarinos usavam quase nada, o palco lembrava um palácio grego no Mardi Gras, filmado no ciberespaço - em ácido. Mas sem surpresas, foi um concerto de Kylie Minogue, afinal". Cameron Adams do Herald Sun comentou que o show capturava a cantora em seu "estado mais relaxado e sem esforço - uma estrela pop em seu elemento", mas também notou que "todo o hoo-ha sobre o palco espetacular da superestrela ofuscou a superestrela que totalmente é dona dele".

## Recepção comercial

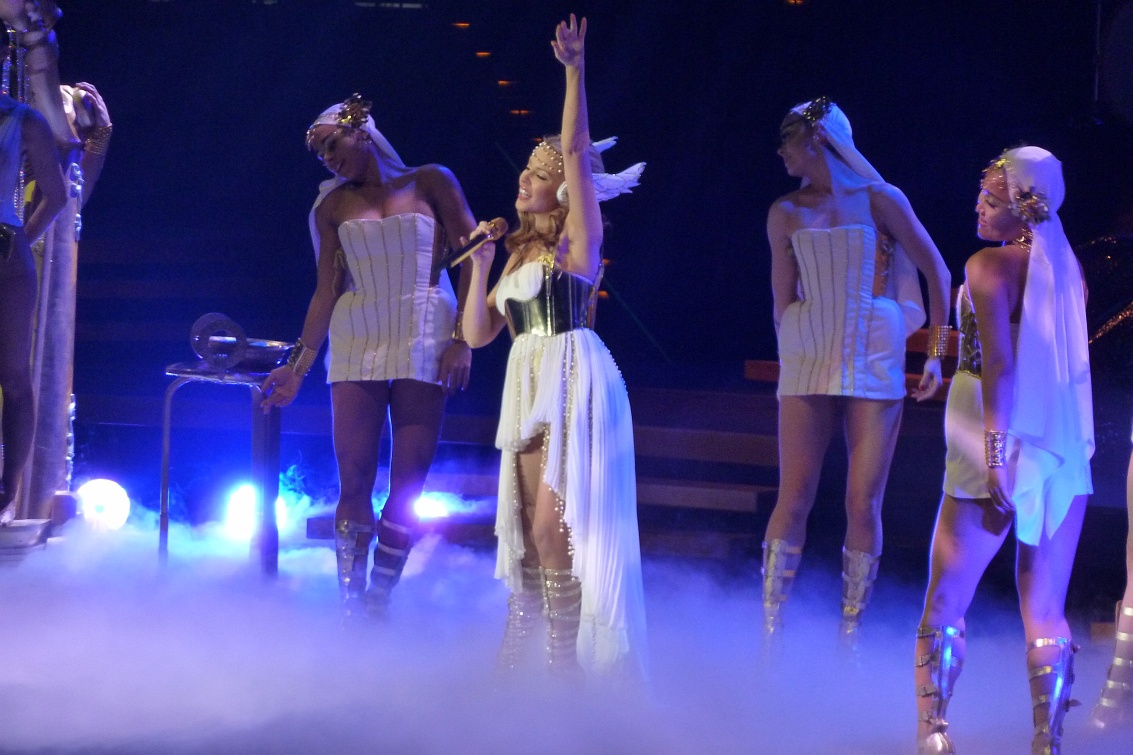
Kylie Minogue em seu traje de abertura desenhado por Dolce & Gabbana na SAP Arena em Mannheim durante a turnê mundial Aphrodite - Les Folies.

Devido a alta demanda, mais concertos foram adicionados em Cardiff, Glasgow, Manchester e Londres em novembro de 2010. Como um agradecimento especial aos fãs do Reino Unido, a cantora garantiu que nenhuma taxa de reserva fosse cobrada nos ingressos para a turnê, se comprada em lojas oficiais com apenas uma taxa de transação única. Em abril de 2011, foi anunciado que mais um show estava sendo adicionado em Sydney, na Austrália, devido a alta demanda por ingressos. No entanto, logo após, tabloides reportaram que as vendas dos ingressos da nova data estariam baixas, enquanto ainda poderiam ser comprados ingressos para os shows de Melbourne com disponibilidade limitada nas cidades de Brisbane, Adelaide e Perth. Na semana de 10 de junho de 2011, a revista Billboard reportou que Minogue estava posicionada em terceiro lugar na lista Hot Tours com a turnê, faturando US$11.4 milhões com os shows de Manchester, Londres e Sunrise. A turnê ficou em sexto lugar na lista "Top 50 Worldwide Tour (Mid-Year)" da Pollstar, rendendo mais de US$ 52,1 milhões em 68 concertos. No final de 2011, a turnê alcançou o 21º lugar na lista anual da Billboard, "Top 25 Tours", arrecadando mais de US$ 32,6 milhões em 41 shows. A turnê ficou em 21º lugar na lista "Top 50 Worldwide Tours" da Pollstar.

## Gravações e transmissões

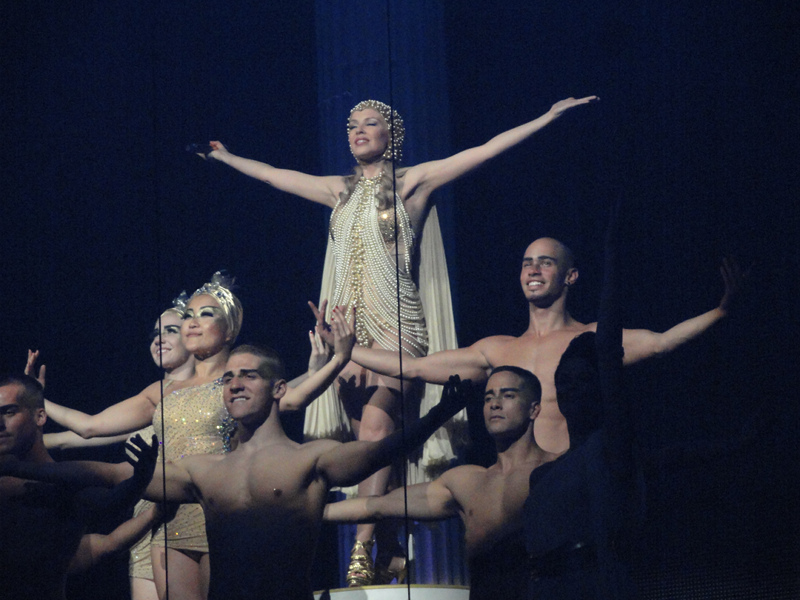
Minogue e seus dançarinos durante a apresentação de "All the Lovers" no final do concerto

Os shows de Minogue na The O2 Arena em Londres, Reino Unido, foram gravados para futura transmissão e lançamento comercial. Em 19 de junho de 2011, o show foi transmitido em 90 minutos no canal britânico Sky 3D. Em um comunicado, a cantora disse que estava "animada por termos conseguido usar o poder da TV 3D para dar ao público em casa a chance de ter uma experiência na primeira fila". John Cassy, diretor de canal do Sky 3D, disse: "Se alguma vez foi feito um show em 3D, é Aphrodite: Les Folies. Dos figurinos ao coreógrafo e das fontes ao anjo voador, Kylie se destacou. Os fãs de Kylie gostam de mimos - será como se o show estivesse ocorrendo na sala de estar!". No mesmo dia da transmissão no Sky 3D, o show foi transmitido em dois mil cinemas ao redor do Reino Unido, e posteriormente em outros países, incluindo o Brasil.
O concerto foi lançado comercialmente em CD, DVD e blu-ray em 28 de novembro de 2011. Primeiramente, como um DVD com dois CDs contendo o áudio do show. Adicionalmente, foi lançada uma caixa em edição limitada com um DVD, áudio em dois CDs e livreto. Por fim, também houve um lançamento em blu-ray que inclui uma gravação em 2D e 3D do concerto. Todos os três pacotes também incluem o documentário dos bastidores, Just Add Water. O lançamento recebeu avaliações positivas dos críticos, e alcançou o terceiro lugar na parada de DVDs na Austrália, e o número 72 na parada de álbuns do Reino Unido.

## Repertório
Este é o repertório do álbum de vídeo do concerto, gravado em Londres, Reino Unido.
1. "The Birth of Aphrodite" (contém elementos de "The Carnival of the Animals") (introdução instrumental)
2. "Aphrodite"
3. "The One"
4. "Wow" (contém elementos do "Death Metal Disco Scene Mix")
5. "Illusion"
6. "I Believe in You"
7. "Cupid Boy"
8. "Spinning Around"
9. "Get Outta My Way"
10. "What Do I Have to Do"
11. "Everything Is Beautiful"
12. "Slow" (contém elementos do "Chemical Brothers Mix")
13. "Confide in Me Intro" (contém excertos do "Big Brothers Mix") (interlúdio)
14. "Confide in Me"
15. "Can't Get You Out of My Head"
16. "In My Arms"
17. "Looking for an Angel"
18. "Closer"
19. "There Must Be an Angel (Playing with My Heart)"
20. "Love at First Sight" / "Can't Beat the Feeling"
21. "If You Don't Love Me"
22. "Better the Devil You Know" (contém elementos de "Fanfarra (Despedida)")
23. "Better than Today"
24. "Put Your Hands Up (If You Feel Love)"

Bis
1. "Million Dollar Mermaid" (interlúdio)
2. "On a Night Like This" (contém elementos de "Heaven")
3. "All the Lovers"

## Datas
| Data                       | Cidade           | País             | Local                            | Ato de abertura            | Público                 | Receita          |
| Etapa 1 — Europa           | Etapa 1 — Europa | Etapa 1 — Europa | Etapa 1 — Europa                 | Etapa 1 — Europa           | Etapa 1 — Europa        | Etapa 1 — Europa |
| -------------------------- | ---------------- | ---------------- | -------------------------------- | -------------------------- | ----------------------- | ---------------- |
| 19 de fevereiro de 2011    | Herning          | Dinamarca        | Jyske Bank Boxen                 | —                          | —                       | —                |
| 22 de fevereiro de 2011    | Helsinque        | Finlândia        | Hartwall Arena                   | —                          | —                       | —                |
| 23 de fevereiro de 2011    | Tallinn          | Estônia          | Saku Suurhall                    | —                          | —                       | —                |
| 25 de fevereiro de 2011    | Riga             | Letônia          | Arena Riga                       | —                          | —                       | —                |
| 26 de fevereiro de 2011    | Vilnius          | Lituânia         | Siemens Arena                    | —                          | —                       | —                |
| 28 de fevereiro de 2011    | Hamburgo         | Alemanha         | O2 Hamburg                       | —                          | 6.786 / 10.249          | $448.384         |
| 1 de março de 2011         | Berlim           | Alemanha         | O2 World Arena                   | —                          | 7.771 / 12.204          | $571.139         |
| 2 de março de 2011         | Praga            | República Tcheca | O2 Prague                        | —                          | —                       | —                |
| 4 de março de 2011         | Leipzig          | Alemanha         | Leipzig Arena                    | Frida Gold                 | —                       | —                |
| 5 de março de 2011         | Munique          | Alemanha         | Olympiahalle                     | Frida Gold                 | —                       | —                |
| 6 de março de 2011         | Mannheim         | Alemanha         | SAP Arena                        | Frida Gold                 | —                       | —                |
| 8 de março de 2011         | Milão            | Itália           | Mediolanum Forum                 | —                          | —                       | —                |
| 9 de março de 2011         | Zurique          | Suiça            | Hallenstadion                    | —                          | —                       | —                |
| 11 de março de 2011        | Toulouse         | França           | Zénith de Toulouse               | —                          | —                       | —                |
| 12 de março de 2011        | Barcelona        | Espanha          | Palau Sant Jordi                 | Matinée                    | —                       | —                |
| 14 de março de 2011        | Amnéville        | França           | Galaxie Amnéville                | —                          | —                       | —                |
| 15 de março de 2011        | Paris            | França           | Palais Omnisports de Paris-Bercy | —                          | —                       | —                |
| 17 de março de 2011        | Amsterdã         | Países Baixos    | Heineken Music Hall              | —                          | —                       | —                |
| 18 de março de 2011        | Oberhausen       | Alemanha         | König Pilsener Arena             | Frida Gold                 | —                       | —                |
| 19 de março de 2011        | Antuérpia        | Bélgica          | Sportpaleis                      | —                          | 12.153 / 14.511         | $756.761         |
| 22 de março de 2011        | Dublin           | Irlanda          | The O2                           | The Ultra Girls            | —                       | —                |
| 23 de março de 2011        | Dublin           | Irlanda          | The O2                           | The Ultra Girls            | —                       | —                |
| 25 de março de 2011        | Cardiff          | Reino Unido      | Motorpoint Arena Cardiff         | The Ultra Girls            | 8.420 / 8.800           | $771.549         |
| 26 de março de 2011        | Cardiff          | Reino Unido      | Motorpoint Arena Cardiff         | The Ultra Girls            | 8.420 / 8.800           | $771.549         |
| 28 de março de 2011        | Glasgow          | Reino Unido      | S.E.C.C                          | The Ultra Girls            | 18.500 / 20.250         | $1,882,260       |
| 29 de março de 2011        | Glasgow          | Reino Unido      | S.E.C.C                          | The Ultra Girls            | 18.500 / 20.250         | $1,882,260       |
| 30 de março de 2011        | Glasgow          | Reino Unido      | S.E.C.C                          | The Ultra Girls            | 18.500 / 20.250         | $1,882,260       |
| 1 de abril de 2011         | Manchester       | Reino Unido      | Manchester Evening News Arena    | The Ultra Girls            | 44.578 / 45.000         | $4.449.280       |
| 2 de abril de 2011         | Manchester       | Reino Unido      | Manchester Evening News Arena    | The Ultra Girls            | 44.578 / 45.000         | $4.449.280       |
| 4 de abril de 2011         | Manchester       | Reino Unido      | Manchester Evening News Arena    | The Ultra Girls            | 44.578 / 45.000         | $4.449.280       |
| 5 de abril de 2011         | Manchester       | Reino Unido      | Manchester Evening News Arena    | The Ultra Girls            | 44.578 / 45.000         | $4.449.280       |
| 7 de abril de 2011         | Londres          | Reino Unido      | The O2 Arena                     | The Ultra Girls            | 70.100 / 70.500         | $6.754.860       |
| 8 de abril de 2011         | Londres          | Reino Unido      | The O2 Arena                     | The Ultra Girls            | 70.100 / 70.500         | $6.754.860       |
| 9 de abril de 2011         | Londres          | Reino Unido      | The O2 Arena                     | The Ultra Girls            | 70.100 / 70.500         | $6.754.860       |
| 11 de abril de 2011        | Londres          | Reino Unido      | The O2 Arena                     | The Ultra Girls            | 70.100 / 70.500         | $6.754.860       |
| 12 de abril de 2011        | Londres          | Reino Unido      | The O2 Arena                     | The Ultra Girls            | 70.100 / 70.500         | $6.754.860       |
| Etapa 2 — Ásia             |                  | Reino Unido      |                                  |                            |                         |                  |
| 23 de abril de 2011        | Chiba            | Reino Unido      | Makuhari Messe                   | Verbal, Mademoiselle Yulia | —                       | —                |
| 24 de abril de 2011        | Chiba            | Reino Unido      | Makuhari Messe                   | Verbal, Mademoiselle Yulia | —                       | —                |
| 25 de abril de 2011        | Osaka            | Reino Unido      | Osaka-jō Hall                    | —                          | —                       | —                |
| Etapa 3 — América do Norte |                  | Reino Unido      |                                  |                            |                         |                  |
| 28 de abril de 2011        | Montreal         | Canadá           | Bell Centre                      | DJ Stephan Grondin         | 4.891 / 6.114           | $456.262         |
| 29 de abril de 2011        | Boston           | Estados Unidos   | Agganis Arena                    | Richie LaDue               | 2.694 / 3.749           | $253.987         |
| 30 de abril de 2011        | Fairfax          | Estados Unidos   | Patriot Center                   | —                          | 3.246 / 4.821           | $307.722         |
| 2 de maio de 2011          | Nova York        | Estados Unidos   | Hammerstein Ballroom             | DJ Randy Bettis            | 7.451 / 9.120           | $721.161         |
| 3 de maio de 2011          | Nova York        | Estados Unidos   | Hammerstein Ballroom             | DJ DeMarko!                | 7.451 / 9.120           | $721.161         |
| 4 de maio de 2011          | Nova York        | Estados Unidos   | Hammerstein Ballroom             | DJ Tracy Young             | 7.451 / 9.120           | $721.161         |
| 6 de maio de 2011          | Atlanta          | Estados Unidos   | Fox Theatre                      | —                          | 2.838 / 4.515           | $248,686         |
| 7 de maio de 2011          | Sunrise          | Estados Unidos   | BankAtlantic Center              | —                          | 4.000 / 4.441           | $253.756         |
| 8 de maio de 2011          | Orlando          | Estados Unidos   | Hard Rock Live                   | DJ Scott Robert            | 2.011 / 2.723           | $155.555         |
| 10 de maio de 2011         | Houston          | Estados Unidos   | Verizon Wireless Theatre         | —                          | 1.831 / 3.202           | $156.915         |
| 12 de maio de 2011         | Cidade do México | México           | Palacio de los Deportes          | —                          | —                       | —                |
| 14 de maio de 2011         | Zapopan          | México           | Telmex Auditorium                | —                          | —                       | —                |
| 16 de maio de 2011         | Monterrey        | México           | Arena Monterrey                  | —                          | —                       | —                |
| 18 de maio de 2011         | Grand Prairie    | Estados Unidos   | Verizon Theatre at Grand Prairie | Erik Thoresen              | 2.239 / 2.989           | $218.105         |
| 20 de maio de 2011         | Los Angeles      | Estados Unidos   | Hollywood Bowl                   | Kaskade                    | 9.052 / 9.986           | $809.146         |
| 21 de maio de 2011         | São Francisco    | Estados Unidos   | Bill Graham Civic Auditorium     | —                          | 5.670 / 6.074           | $482.455         |
| 22 de maio de 2011         | Las Vegas        | Estados Unidos   | The Colosseum at Caesars Palace  | DJ Morningstar             | 4.062 / 4.062           | $445.612         |
| Etapa 4 — Oceania          |                  |                  |                                  |                            |                         |                  |
| 3 de junho de 2011         | Brisbane         | Austrália        | Brisbane Entertainment Centre    | Gypsy & The Cat            | 15.540 / 22.686         | $2.442.780       |
| 4 de junho de 2011         | Brisbane         | Austrália        | Brisbane Entertainment Centre    | Gypsy & The Cat            | 15.540 / 22.686         | $2.442.780       |
| 7 de junho de 2011         | Sydney           | Austrália        | Sydney Entertainment Centre      | Gypsy & The Cat            | 26.689 / 30.000         | $3.730.000       |
| 8 de junho de 2011         | Sydney           | Austrália        | Sydney Entertainment Centre      | Gypsy & The Cat            | 26.689 / 30.000         | $3.730.000       |
| 11 de junho de 2011        | Sydney           | Austrália        | Sydney Entertainment Centre      | Gypsy & The Cat            | 26.689 / 30.000         | $3.730.000       |
| 14 de junho de 2011        | Melbourne        | Austrália        | Rod Laver Arena                  | Gypsy & The Cat            | 25.598 / 27.600         | $3.510.740       |
| 15 de junho de 2011        | Melbourne        | Austrália        | Rod Laver Arena                  | Gypsy & The Cat            | 25.598 / 27.600         | $3.510.740       |
| 16 de junho de 2011        | Melbourne        | Austrália        | Rod Laver Arena                  | Gypsy & The Cat            | 25.598 / 27.600         | $3.510.740       |
| 18 de junho de 2011        | Adelaide         | Austrália        | Adelaide Entertainment Centre    | Gypsy & The Cat            | 8.537 / 8.537           | $1.124.185       |
| 22 de junho de 2011        | Perth            | Austrália        | Burswood Dome                    | Gypsy & The Cat            | 12.626 / 15.000         | $1.608.139       |
| Etapa 5 — Ásia             |                  |                  |                                  |                            |                         |                  |
| 25 de junho de 2011        | Banguecoque      | Tailândia        | Impact Arena                     | —                          | —                       | —                |
| 27 de junho de 2011        | Bogor            | Indonésia        | Centro de Convenções de Sentul   | —                          | —                       | —                |
| 27 de junho de 2011        | Singapura        | Singapura        | Estádio Indoor de Singapura      | —                          | —                       | —                |
| 1 de julho de 2011         | Hong Kong        | Hong Kong        | AsiaWorld Arena                  | —                          | —                       | —                |
| 3 de julho de 2011         | Taipé            | Taiwan           | TWTC Nangang Exhibition Hall     | —                          | —                       | —                |
| 5 de julho de 2011         | Quezon City      | Filipinas        | Smart Araneta Coliseum           | —                          | —                       | —                |
| Etapa 6 — África do Sul    |                  |                  |                                  |                            |                         |                  |
| 8 de julho de 2011         | Sun City         | África do Sul    | Sun City Super Bowl              | —                          | —                       | —                |
| 9 de julho de 2011         | Sun City         | África do Sul    | Sun City Super Bowl              | —                          | —                       | —                |
| 10 de julho de 2011        | Sun City         | África do Sul    | Sun City Super Bowl              | —                          | —                       | —                |
| 13 de julho de 2011        | Cidade do Cabo   | África do Sul    | Grand Arena                      | —                          | —                       | —                |
| 14 de julho de 2011        | Cidade do Cabo   | África do Sul    | Grand Arena                      | —                          | —                       | —                |
| Total                      | Total            | Total            | Total                            | Total                      | 307.144 / 347.133 (88%) | $32.559.439      |